# Statua

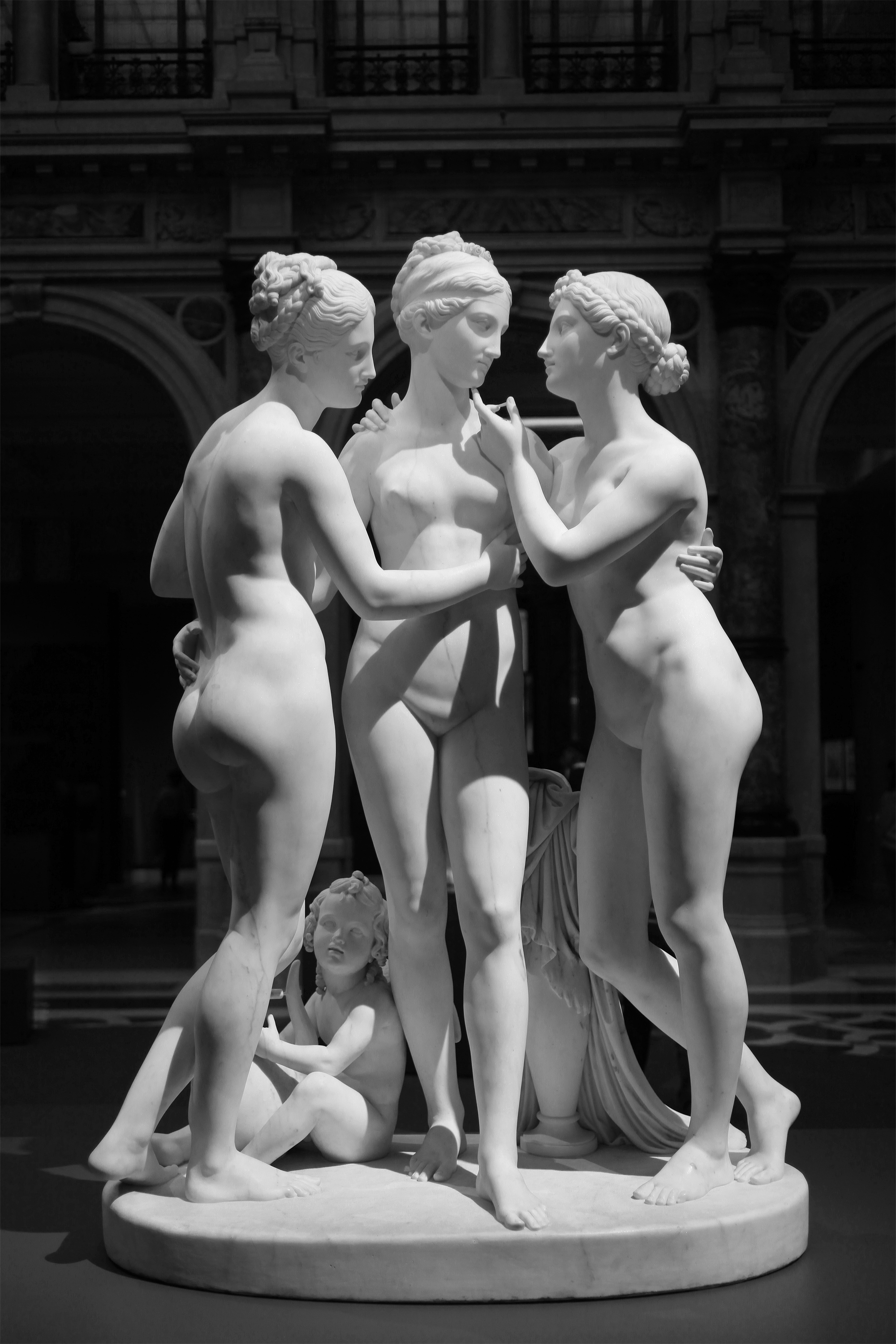
Le tre Grazie di Thorvaldsen, esempio di gruppo scultoreo in marmo

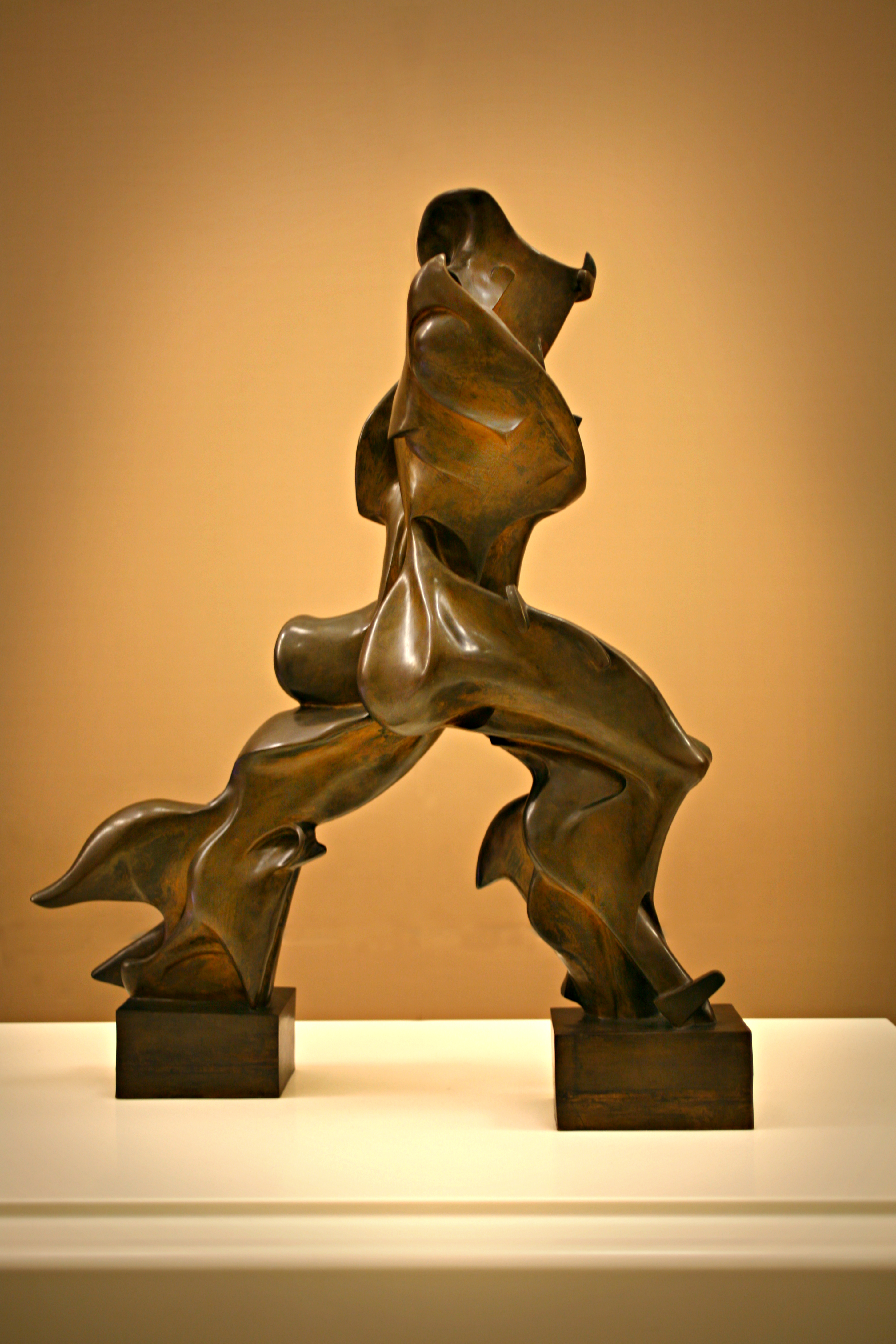
Forme uniche della continuità nello spazio, statua in bronzo di Umberto Boccioni

Una statua (dal latino statŭa, '(cosa) che sta ferma', 'ritta', 'in piedi', da statuĕre, 'collocare', 'innalzare') è un'opera di scultura a tutto rilievo (o a tutto tondo) che può raffigurare un oggetto, una figura umana o animale, o un'entità astratta e idealizzata. Può essere realizzata in pietra, in marmo, in legno, in bronzo. In caso di successive gettate in metallo, il modello della statua può essere realizzato in gesso (anche plastica) o in cera.

## Tipi di statua
Tradizionalmente la statua è la rappresentazione di una figura umana all'impiedi per via della derivazione dal latino statŭa; in generale e più modernamente si intende qualsiasi rappresentazione di rilievo, isolata e a tutto tondo, quindi osservabile nella sua forma descrittiva o artistica da ogni parte; le statue si differenziano in base alla dimensione: più piccole del modello originale; uguali al modello originale; più grandi del modello originale. Le statue più grandi di almeno tre volte rispetto al modello originale sono solitamente definite come colossali, come la Statua colossale di Costantino I o il Colosso di san Carlo Borromeo; una composizione costituita da più figure statuarie connesse in un'unica opera è più propriamente detta gruppo scultoreo.
Anticamente la statua era esclusivamente la rappresentazione di un Dio, di un Re, o di un uomo o di una donna, o di un animale sacro. Nei secoli successivi le statue si distinsero fra quelle esposte in luoghi pubblici di persone che si distinguevano per dottrina, o particolari virtù, o per particolari meriti nei confronti dello Stato; le statue di Re o Imperatori, solitamente il doppio della dimensione naturale; le statue di Re e Imperatori talvolta rappresentati in figura di dio o di nume.
Nella statuaria classica si definiscono statue equestri quelle che rappresentano un uomo a cavallo, come la Statua equestre di Marco Aurelio (176 d.C.); statue greche, quelle che rappresentano un nume, un eroe, un atleta nudi, come quella di Afrodite cnidia (360 a.C. ca.); statue romane, quelle vestite nella varie fogge dei vestimenti dell'antica Roma; con erma (dal nome del dio greco Ermete, Mercurio per i latini) si intende un pilastro a sezione quadrangolare o a forma di piramide tronca sormontato da una testa umana, solitamente barbuta; più modernamente con erma si è inteso anche ogni scultura che rappresenti una figura umana dalla testa al petto, ovvero un busto, come nella Erma di Vestale del Canova.

## Colore
Le statue antiche mostrano spesso la superficie nuda del materiale di cui sono fatte. Ad esempio, molte persone associano l'arte classica greca alla scultura in marmo bianco, ma ci sono prove che molte statue fossero dipinte con colori vivaci. La maggior parte del colore si è alterata nel tempo; piccoli resti sono stati rimossi durante la pulizia. In alcuni casi sono rimaste piccole tracce identificabili. Una mostra itinerante di 20 repliche colorate di opere greche e romane, insieme a 35 statue e rilievi originali, si è tenuta in Europa e negli Stati Uniti nel 2008 chiamata Gods in Colour: Painted Sculpture of Classical Antiquity. Non è noto se la vernice sia stata applicata con una o due mani, quanto finemente i pigmenti siano stati macinati o esattamente quale mezzo legante sarebbe stato utilizzato in ciascun caso. Gisela Richter (Londra, 1882-24 - 1972), un'archeologa e storica dell'arte, afferma riguardo alla scultura greca classica: "Tutta la scultura in pietra, sia in pietra calcarea che in marmo, era dipinta, interamente o in parte".
Anche le statue medievali venivano solitamente dipinte, con alcune che conservano ancora i loro pigmenti originali. La colorazione delle statue cessò durante il Rinascimento, poiché le sculture classiche scavate, che avevano perso la loro colorazione, furono considerate migliori.

## Storia

### Preistoria
Si dice che la Venere di Berekhat Ram, un ciottolo antropomorfo trovato nel nord di Israele e datato almeno 230.000 anni fa, sia la più antica statuetta conosciuta. Tuttavia, i ricercatori sono divisi sul fatto che la sua forma derivi dall'erosione naturale o sia stata scolpita da un essere umano primitivo. Si dice che anche la Venere di Tan-Tan, un oggetto simile di età simile trovato in Marocco, sia una statuetta.
La statuetta Löwenmensch (chiamata anche l'uomo-leone) e la Venere di Hohle Fels, entrambe tedesche, sono le più antiche statuette confermate al mondo, risalenti a 35.000-40.000 anni fa.
La più antica statua a grandezza naturale conosciuta è la statua di Balıklıgöl (detta anche Uomo Urfa) trovata in Turchia e datata intorno al 9.000 a.C.

### Antichità

#### Religione
Nel corso della storia, le statue sono state associate a immagini di culto in molte tradizioni religiose, dall'antico Egitto, dall'antica India, dall'antica Grecia e dall'antica Roma fino ai giorni nostri. Statue egizie che mostrano re come sfingi esistono sin dall'Antico Regno, la più antica è per Djedefre (2500 a.C. circa). La statua più antica di un faraone che cammina a grandi passi risale al regno di Senwosret I (1950 a.C. circa) ed è il Museo Egizio del Cairo. Il Medio Regno d'Egitto (a partire dal 2000 a.C. circa) vide la crescita di statue a blocchi che divennero poi la forma più popolare fino al periodo tolemaico (300 a.C. circa).
Il punto focale della cella o spazio interno principale di un tempio romano o greco era una statua della divinità a cui era dedicato. Nei templi principali questi potrebbero essere diverse volte a grandezza naturale. Altre statue di divinità possono avere posizioni subordinate lungo le pareti laterali.
La più antica statua di divinità a Roma era la statua in bronzo di Cerere nel 485 a.C. La statua più antica di Roma è oggi la statua di Diana sull'Aventino.

#### Politica
Per un politico o uomo d'affari di successo greco o romano (che ha donato ingenti somme a progetti pubblici per l'onore), avere una statua pubblica, preferibilmente nel foro locale o nel terreno di un tempio era un'importante conferma di status, e questi siti si riempirono con statue su piedistalli (quasi tutte più piccole di quelle dei loro equivalenti del XIX secolo). Frammenti a Roma di un colosso bronzeo e marmoreo di Costantino mostrano l'enorme scala di alcune statue imperiali; si registrano altri esempi, in particolare il Colosso di Nerone.
Le meraviglie del mondo includono diverse statue dell'antichità, con il Colosso di Rodi e la Statua di Zeus ad Olimpia tra le Sette Meraviglie del Mondo Antico.

### Medioevo

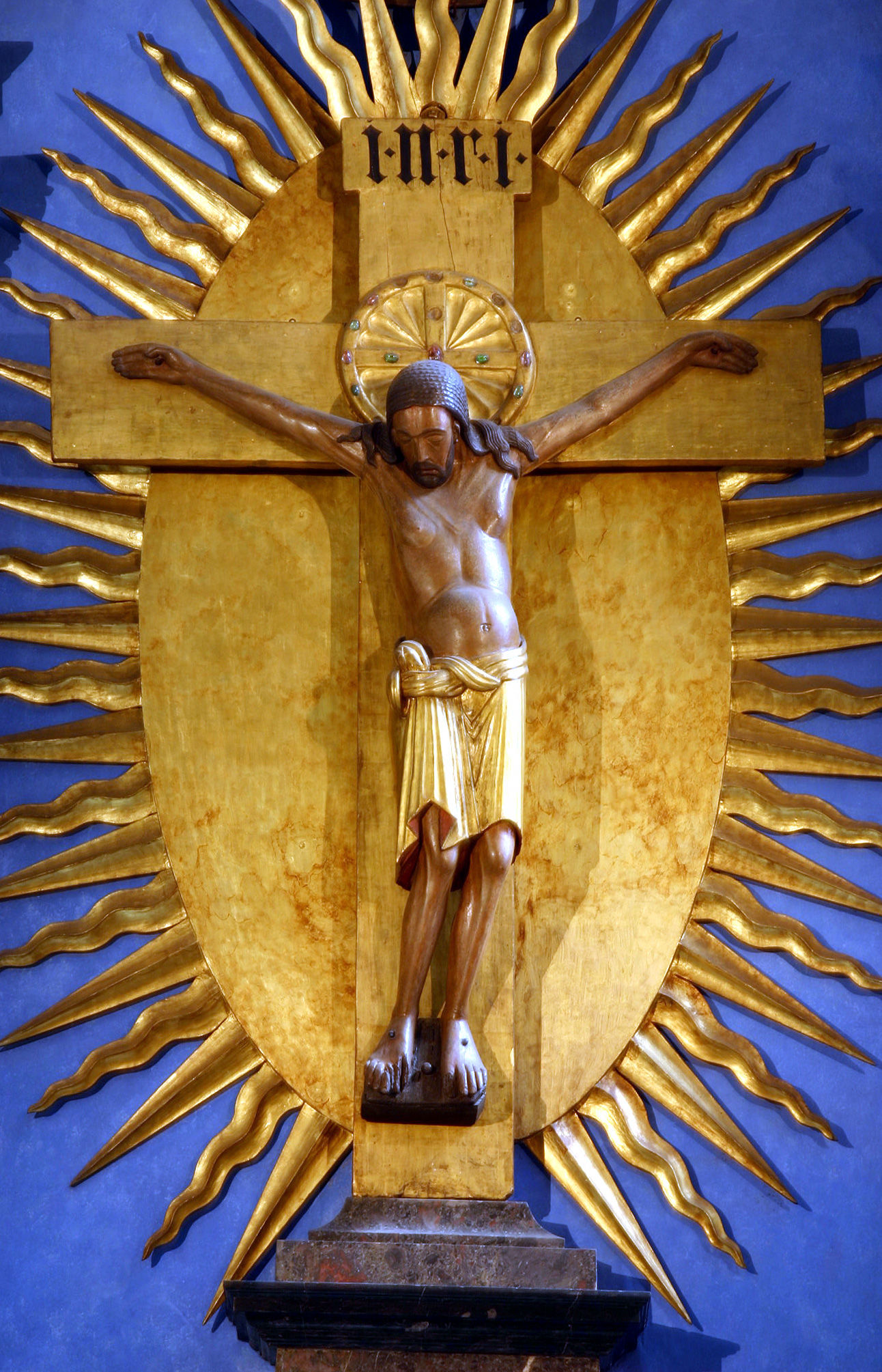
Croce di Gerone

Mentre la scultura generalmente fioriva nell'arte medievale europea, la statua singola non era uno dei tipi più comuni, ad eccezione delle figure della Vergine Maria, solitamente con Gesù Bambino, e del corpo di Cristo su crocifissi. Entrambi apparivano in tutte le dimensioni fino a grandezza naturale, e nel tardo medioevo molte chiese, anche nei villaggi, avevano crocifissioni. La Croce di Gerone a Colonia è sia una delle prime grandi figure del Cristo crocifisso. Fino a quel momento, le statue in piedi a grandezza naturale di santi e governanti erano rare, ma le effigi di tombe, generalmente sdraiati, erano molto comuni per i ricchi a partire dal XIV secolo circa, essendosi diffusi verso il basso dalle tombe reali nei secoli precedenti.
Mentre l'arte bizantina fiorì in varie forme, la scultura e la produzione di statue furono testimoni di un generale declino; sebbene le statue di imperatori continuassero ad apparire. Un esempio fu la statua di Giustiniano (VI secolo) che rimase nella piazza di fronte alla Basilica di Santa Sofia fino alla caduta di Costantinopoli nel XV secolo. Parte del declino della statuaria in epoca bizantina è da attribuire alla diffidenza che la Chiesa riponeva nella forma d'arte, visto che considerava la scultura in generale come un metodo per fare e adorare idoli. Sebbene la realizzazione di statue non fosse soggetta a un divieto generale, in questo periodo non fu affatto incoraggiata. Giustiniano fu uno degli ultimi imperatori ad avere una statua a grandezza naturale e le statue secolari di qualsiasi dimensione divennero praticamente inesistenti dopo l'iconoclastia; e l'abilità artistica per fare statue è andata persa nel processo.

### Rinascimento
L'arte rinascimentale italiana ha identificato la statua in piedi come la forma chiave dell'arte romana per sopravvivere, e c'è stato un grande revival di statue di figure sia religiose che profane, a cui hanno contribuito la maggior parte delle figure di spicco, guidate da Donatello e Michelangelo. La statua equestre, una grande sfida tecnica, divenne nuovamente di moda.
Queste tendenze si intensificarono nell'arte barocca, quando ogni sovrano voleva avere statue fatte di se stesso e le chiese cattoliche piene di folle di statue di santi, sebbene dopo la Riforma protestante la scultura religiosa scomparve in gran parte dalle chiese protestanti, con alcune eccezioni nelle grandi chiese luterane tedesche. In Inghilterra, invece, le chiese erano piene di monumenti tombali sempre più elaborati, per i quali i modelli finali erano le stravaganze continentali come le tombe papali a Roma, quelle dei Dogi di Venezia o della famiglia reale francese.
Alla fine del XVIII e XIX secolo ci fu una crescita di statue pubbliche all'aperto di personaggi pubblici su piedistalli. Oltre a monarchi, furono commemorati politici, generali, proprietari terrieri e infine artisti e scrittori. La prima guerra mondiale vide il monumento ai caduti, in precedenza raro, diventare molto diffuso, e si trattava spesso di statue di soldati generici.

### Era moderna
A partire dall'opera di Maillol intorno al 1900, le figure umane incarnate nelle statue iniziarono ad allontanarsi dalle varie scuole di realismo seguite per millenni. Le scuole futuriste e cubiste portarono ulteriormente questo metamorfismo fino a quando le statue, spesso ancora nominalmente rappresentanti umani, persero tutto tranne il più rudimentale rapporto con la forma umana. Negli anni '20 e '30 iniziarono ad apparire statue completamente astratte nel design e nell'esecuzione.
L'idea che la posizione degli zoccoli dei cavalli nelle statue equestri indicasse la causa della morte del cavaliere è stata smentita.

## Galleria d'immagini

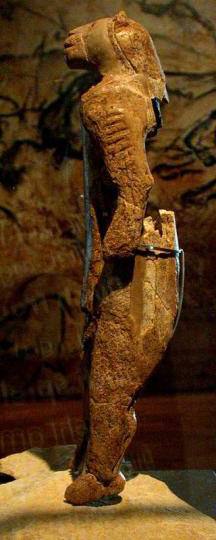
Figurina Löwenmensch, da Hohlenstein-Stadel, Germania, forse la più antica statuetta. Era aurignaziana, 40.000 a.C.-35.000 a.C.
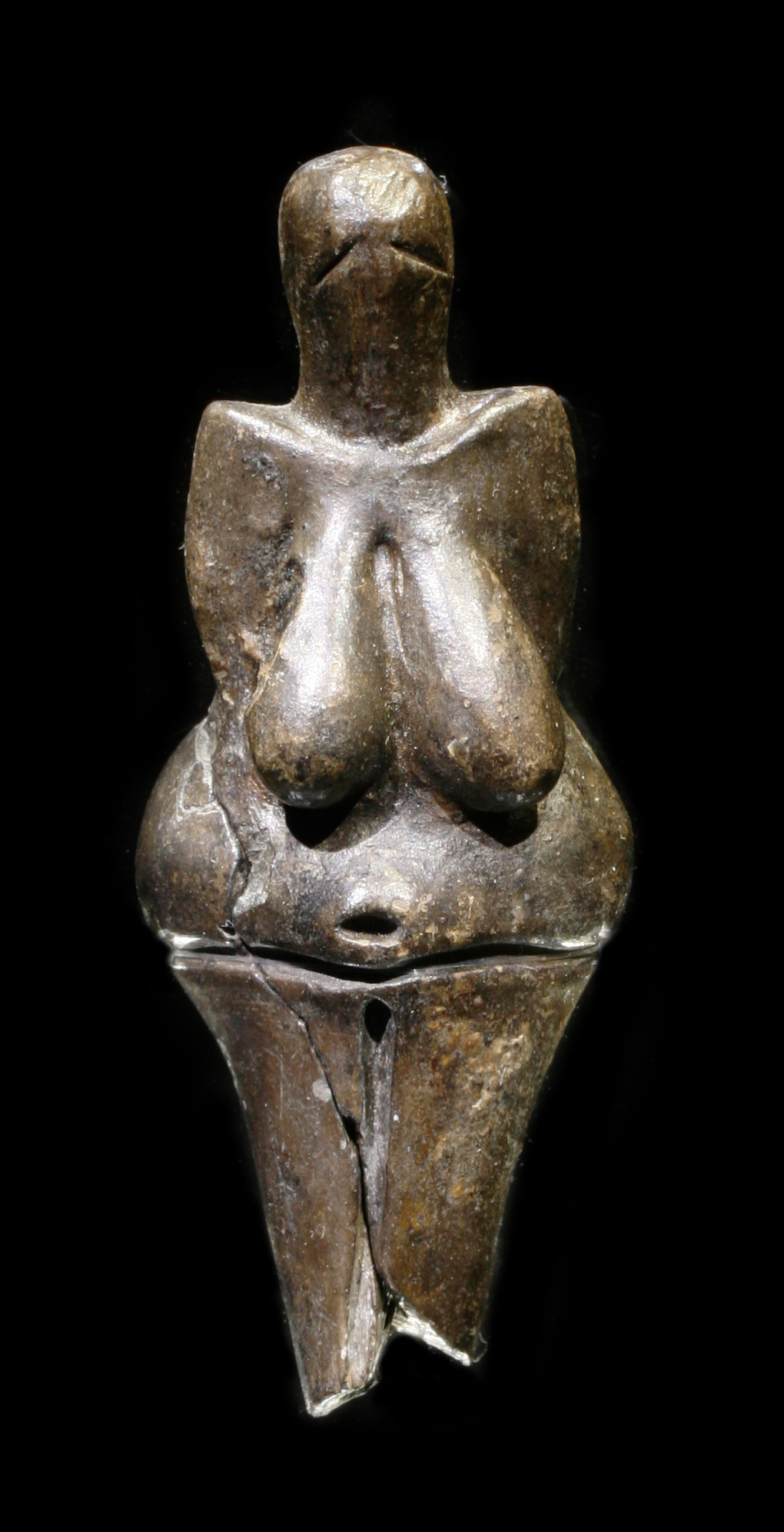
Venere di Dolní Věstonice, statuetta in ceramica, 29.000 a.C.-25.000 a.C.
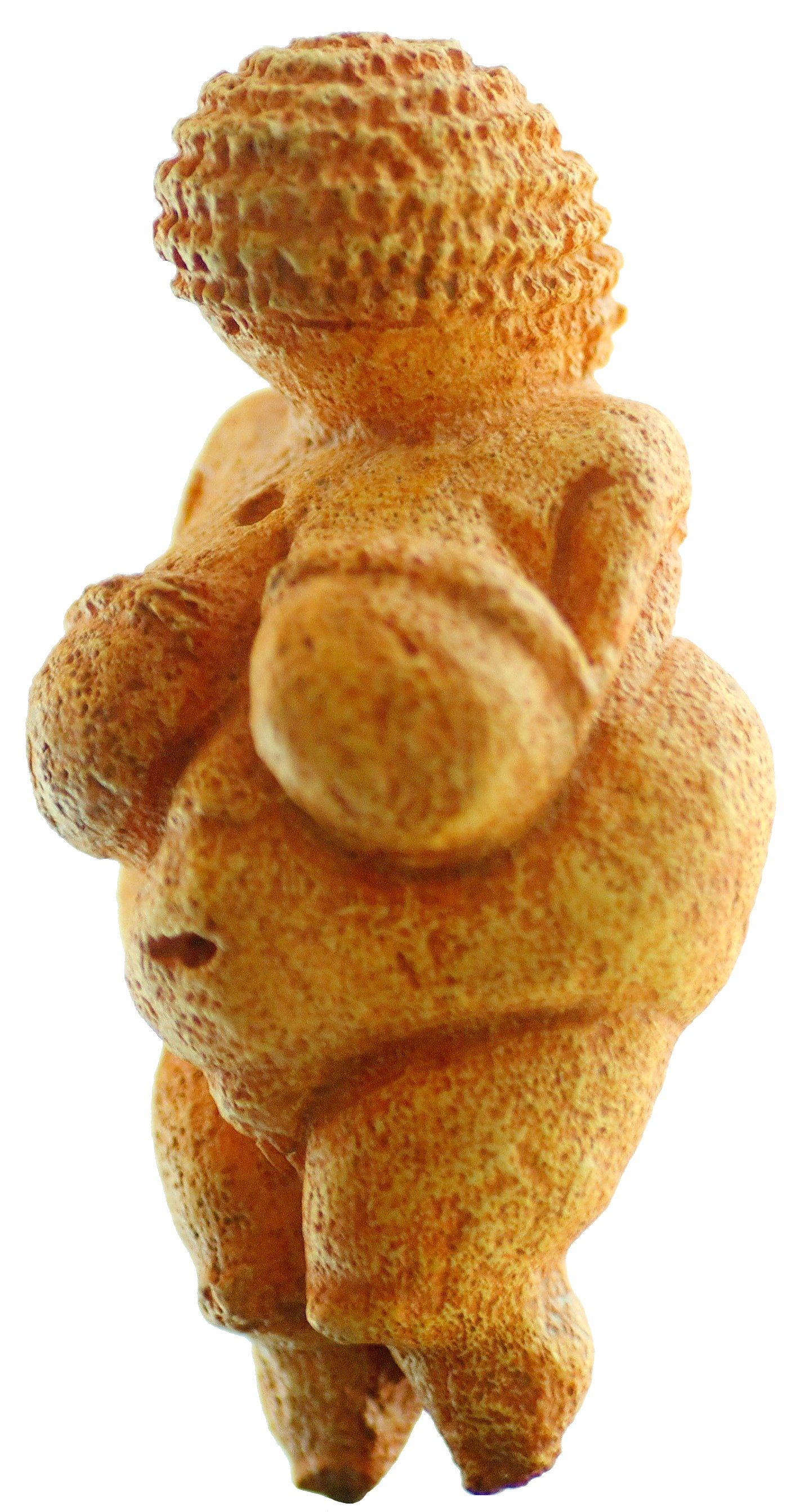
Venere di Willendorf, una delle più antiche statuette conosciute, Paleolitico superiore, 24.000 a.C.-22.000 a.C.
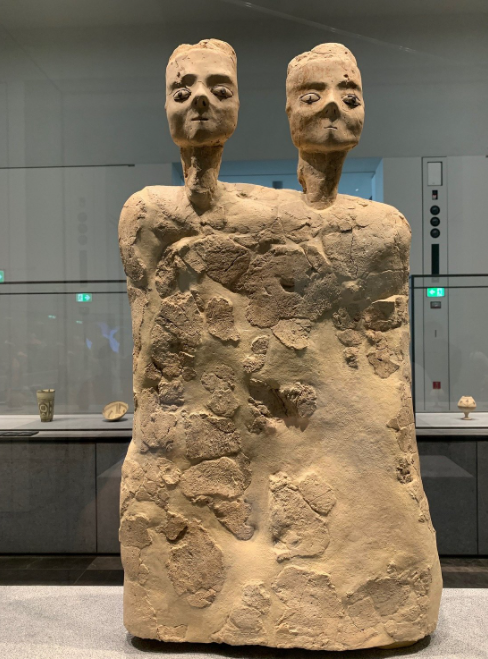
Statue di Ain Ghazal, c. 7000 a.C., trovate ad Ain Ghazal, in Giordania
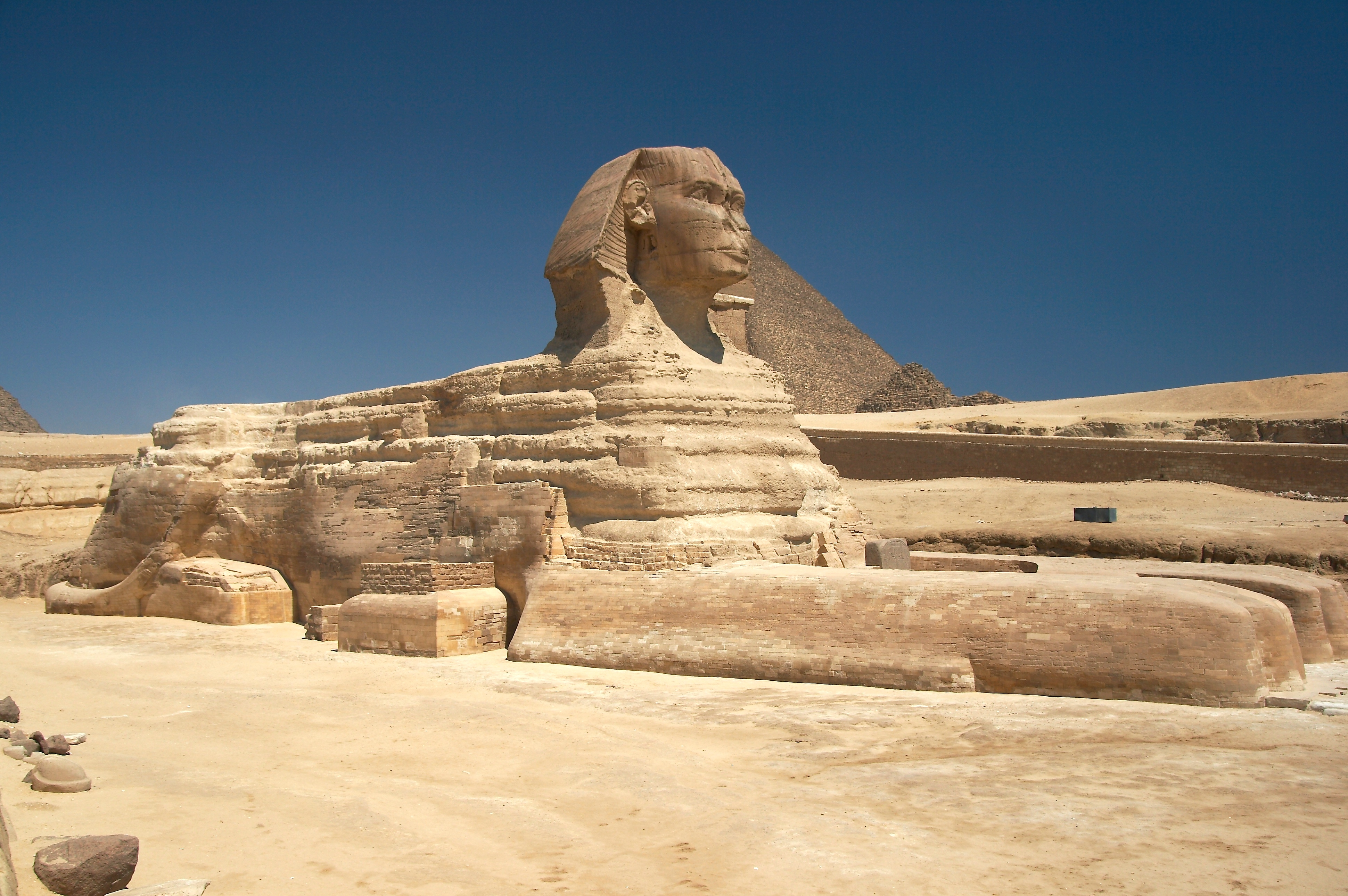
Grande Sfinge di Giza, c. 2558–2532 a.C., la più grande statua monolitica del mondo, lunga 73,5 metri (241 piedi), larga 6 metri (20 piedi) e alta 20,22 m (66,34 piedi). Giza, Egitto.
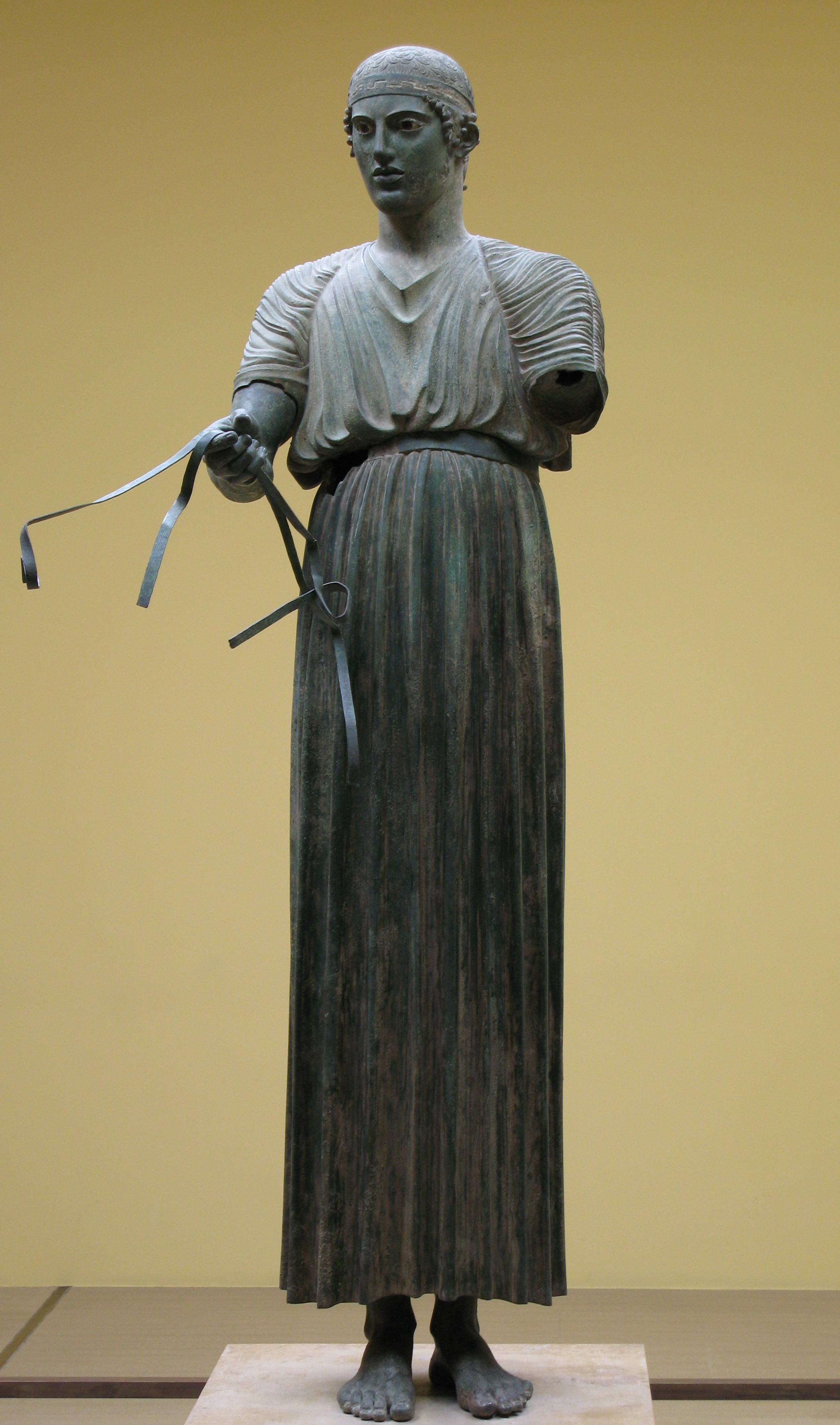
L'Auriga di Delfi, 474 a.C., Museo Archeologico di Delfi, Grecia
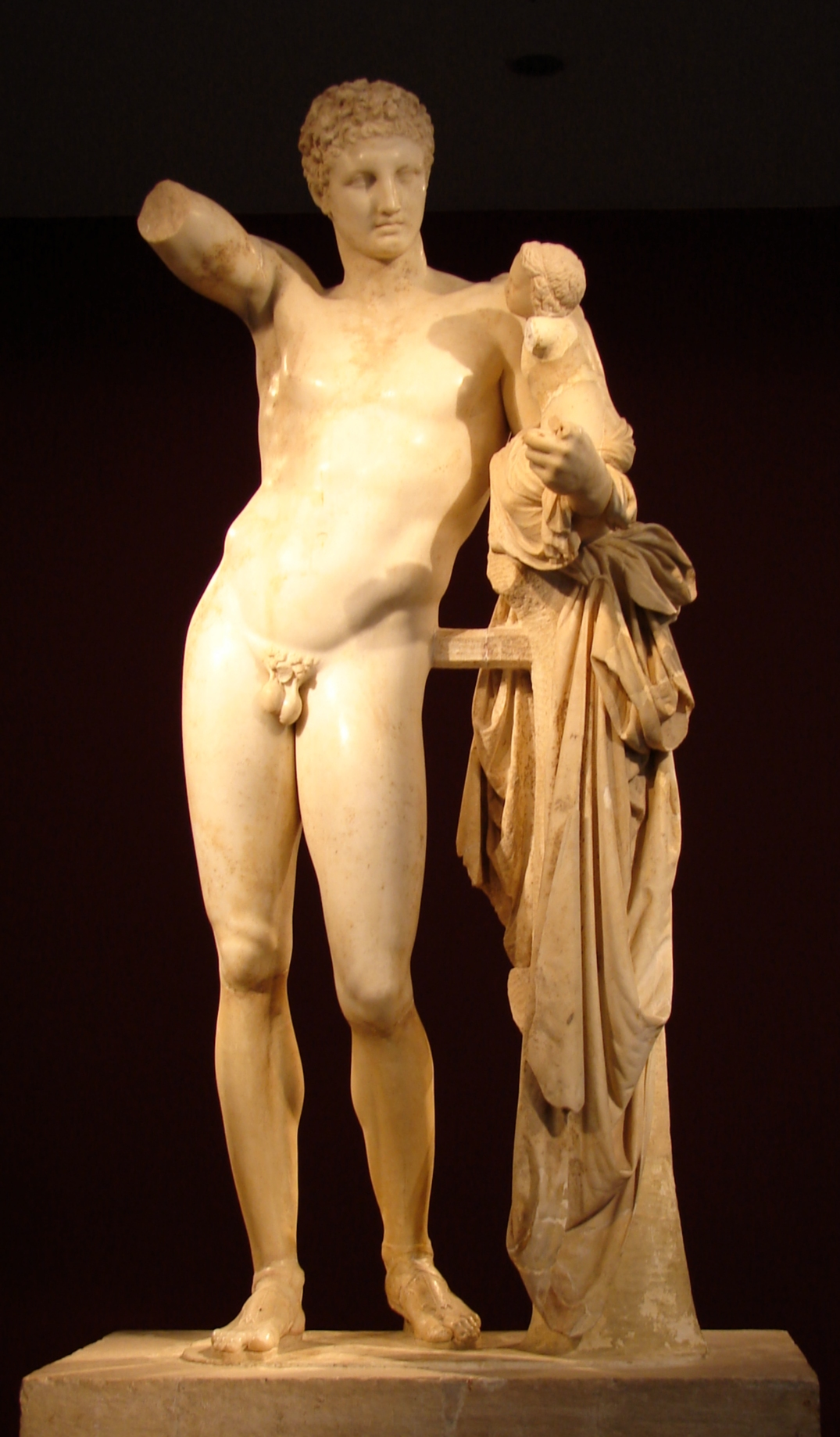
Hermes e il bambino Dioniso di Prassitele, IV secolo a.C., Museo Archeologico di Olimpia, Grecia
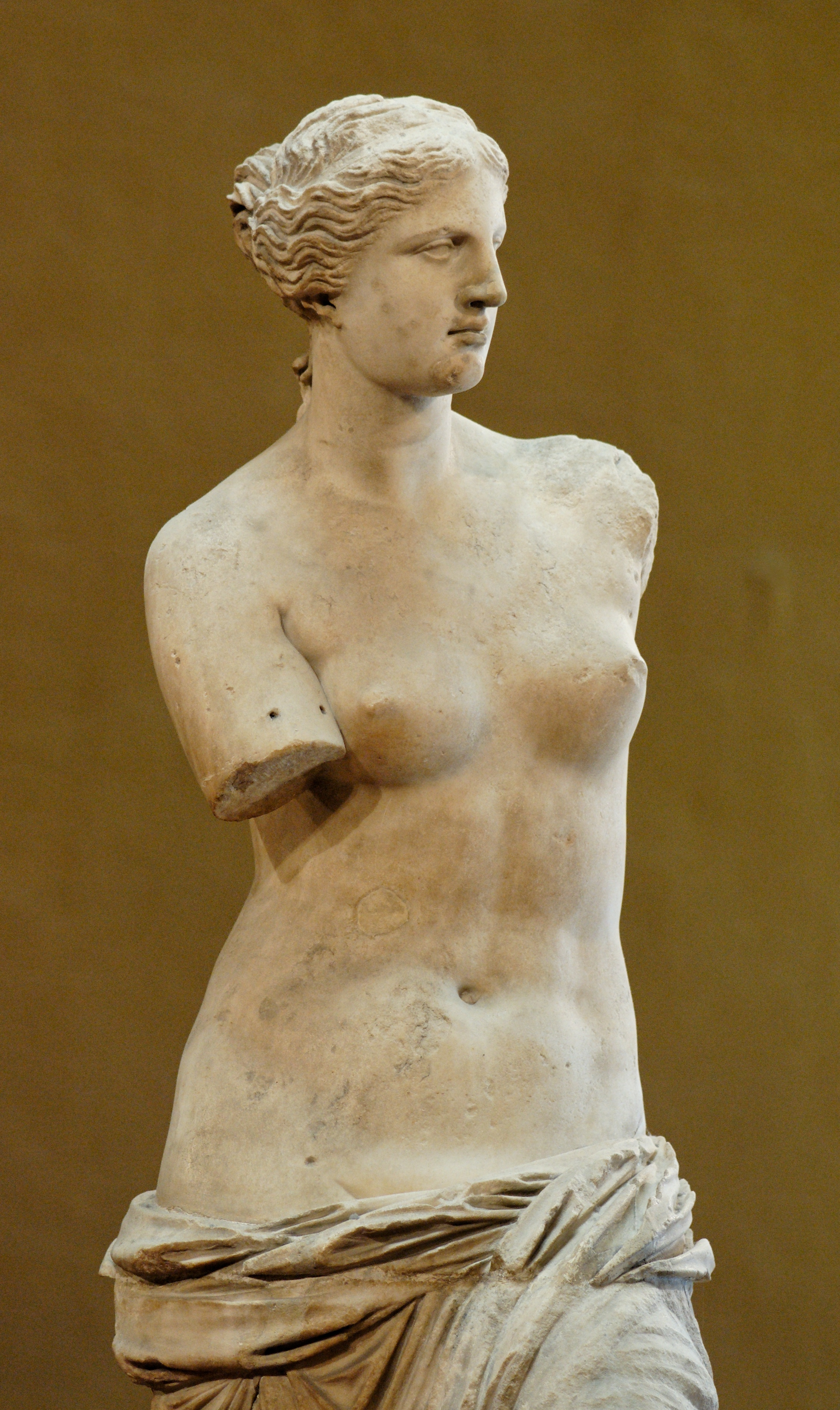
Venere di Milo, c. 130 - 100 a.C.,, Louvre
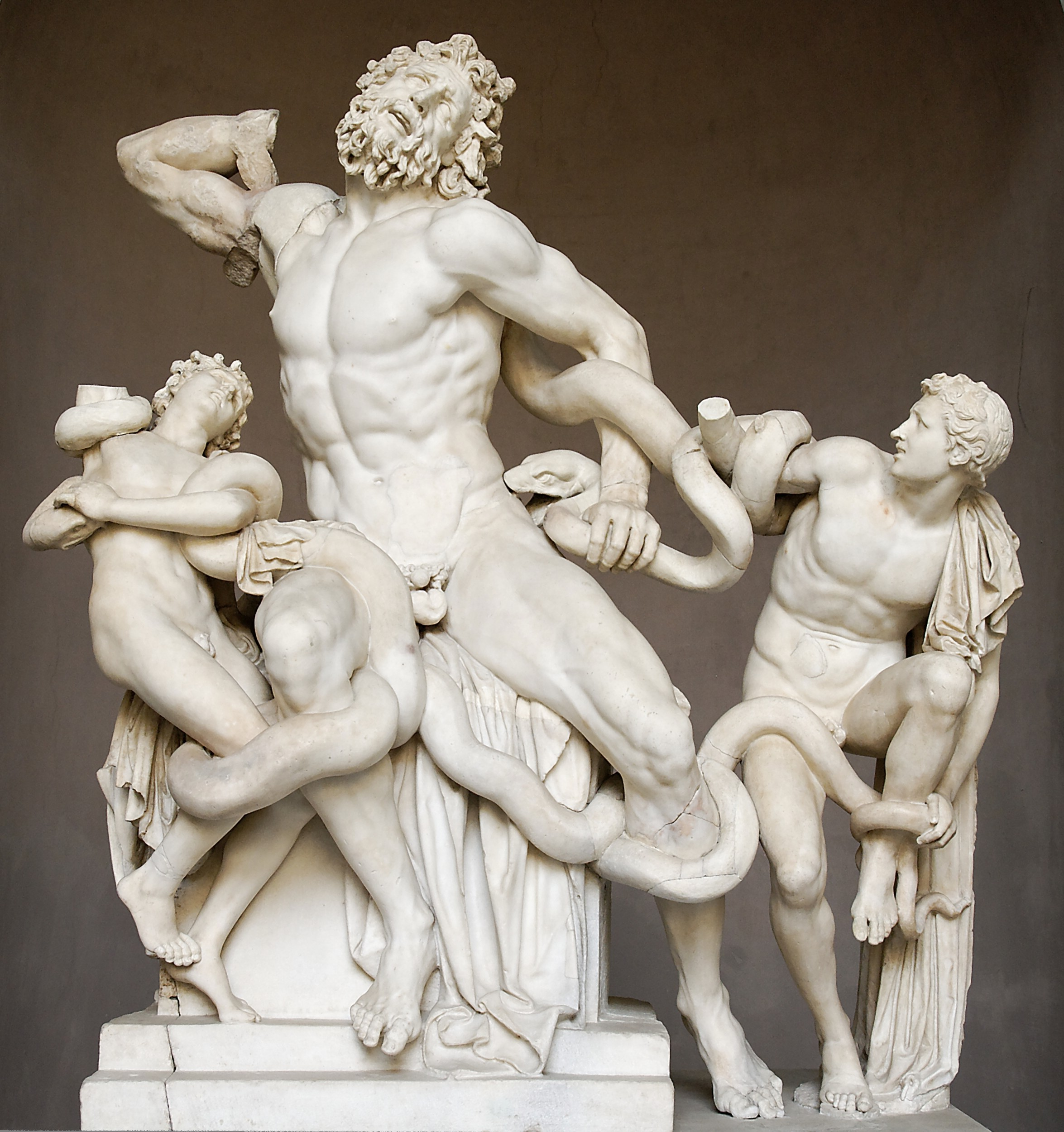
Laocoonte e i suoi figli, greco, (tardo ellenistico), c. 160 a.C. e 20 a.C., Marmo bianco, Musei Vaticani
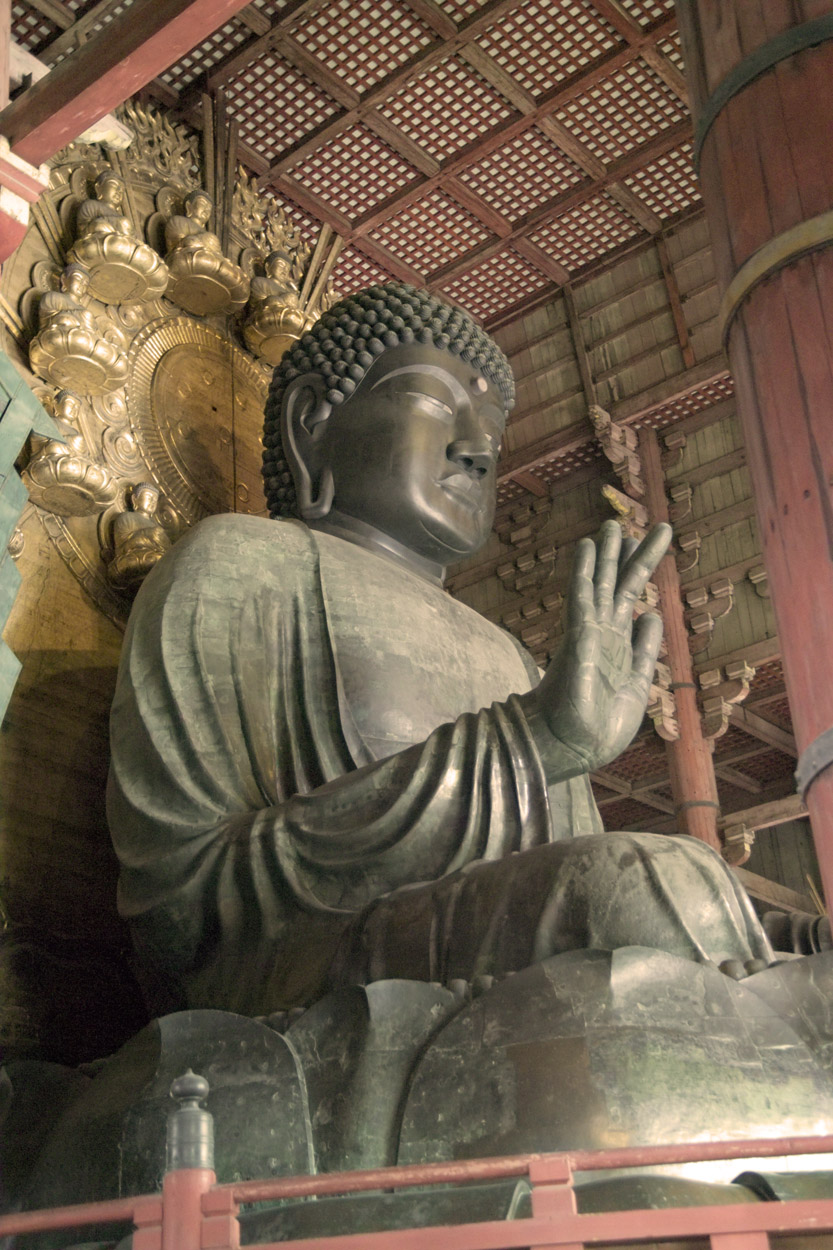
Nara Daibutsu, c. 752, Nara, Giappone
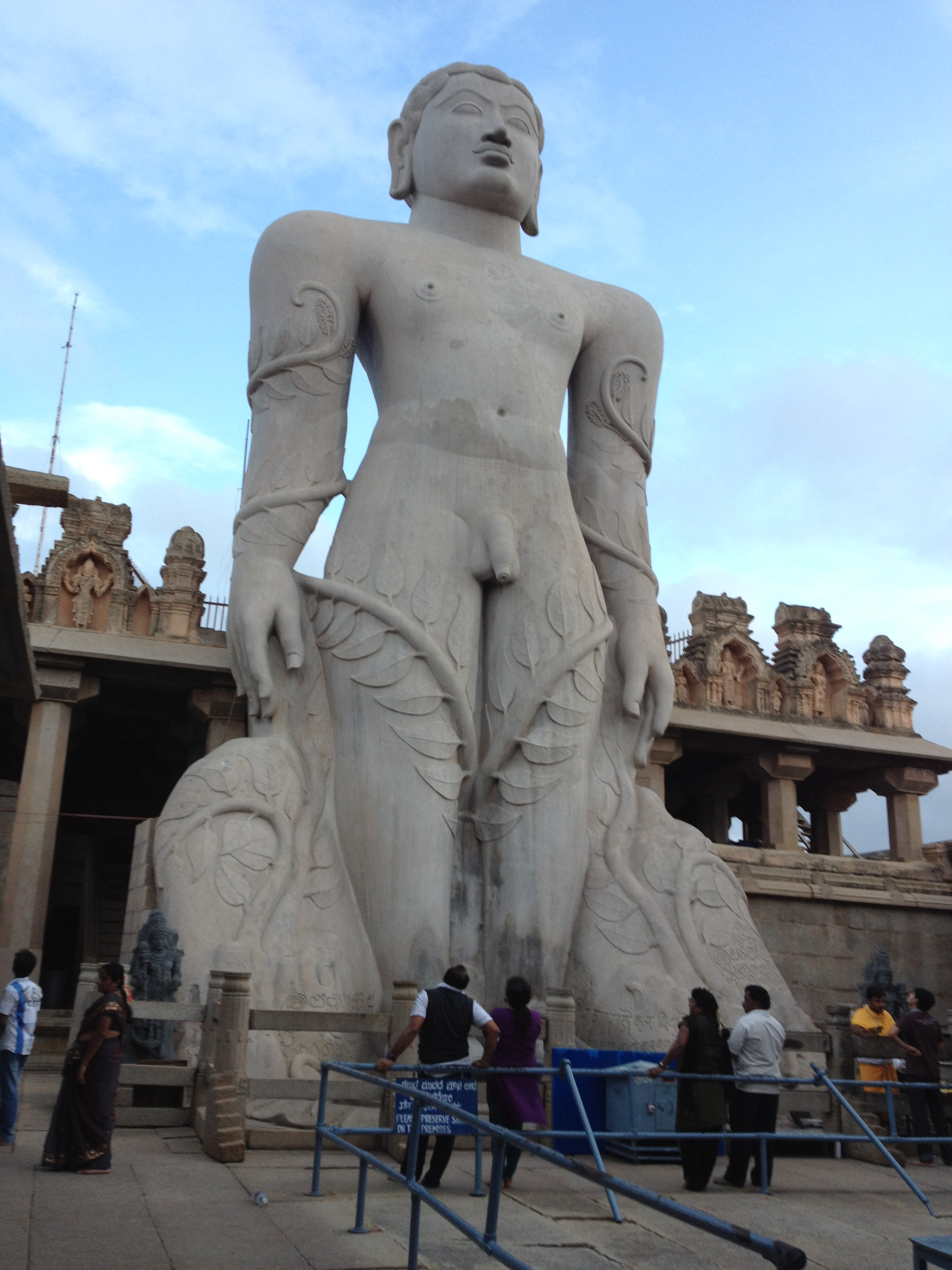
Gommateshvara Bahubali, c. 978-993 d.C., alto 57 piedi (17 m).
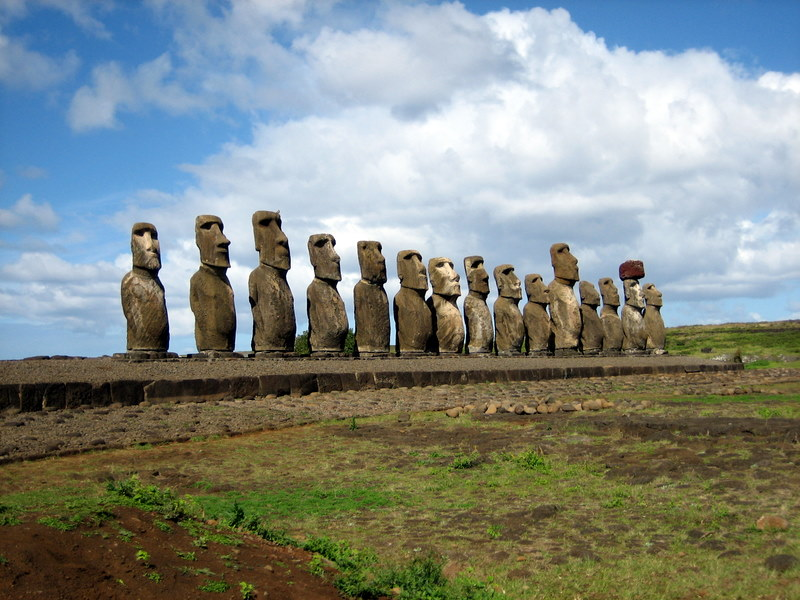
Moai dell'Isola di Pasqua rivolto verso l'entroterra, Ahu Tongariki, c. 1250 - 1500, restaurata dall'archeologo cileno Claudio Cristino negli anni '90
Il Grande Buddha di Kamakura, c. 1252, Giappone
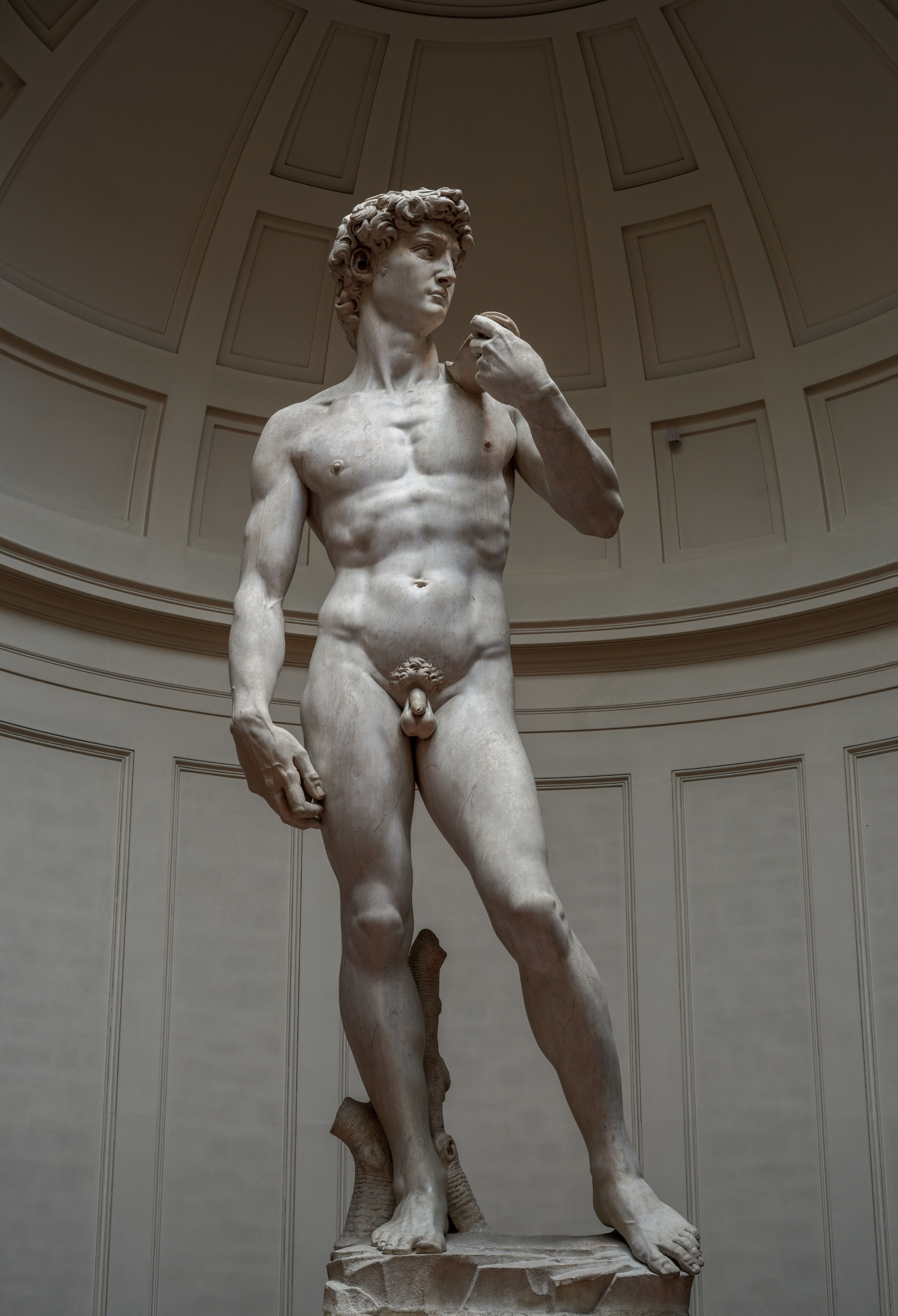
David di Michelangelo, 1504, Galleria dell'Accademia, Firenze, Italia
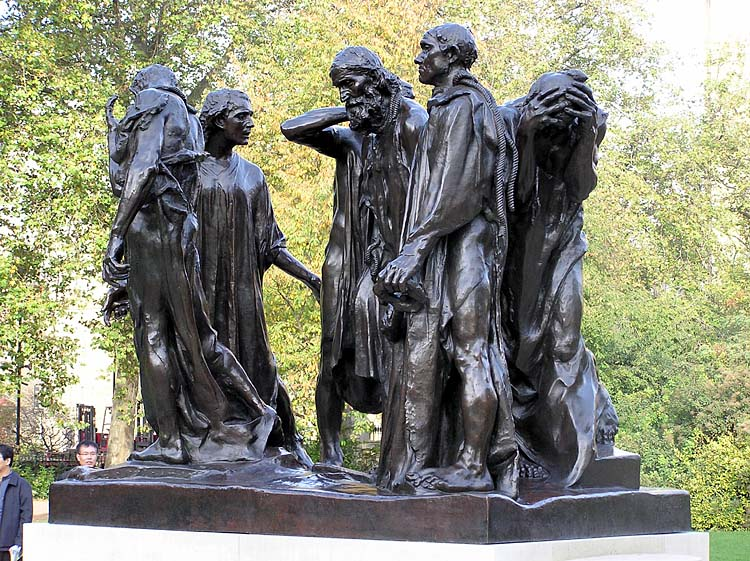
Auguste Rodin, I borghesi di Calais, 1884–c. 1889, nei Victoria Tower Gardens, Londra, Inghilterra.